# Polimixin B
A polimixin B, amit többek közt Poly-Rx márkanéven is forgalmaznak, egy agyhártya-, tüdőgyulladás, szepszis és húgyúti fertőzések kezelésére használt antibiotikum. Noha számos Gram-negatív kórokozót elöl, hatástalan a Gram-pozitívakkal szemben. Adható vénába, izomba, intratekálisan vagy belélegezhető. Az injekciót általában csak akkor használják, ha más lehetőség nem érhető el. Elérhető bacitracinnal, illetve bacitracinnal és neomicinnel kombinált formában is bőrön keresztül történő használatra.
Az injekció gyakori mellékhatásai közé tartoznak a vesebántalmak, neurológiai gondok, a láz, a viszketés és az effloreszcencia. Az izomba adott injekciók erős fájdalmat is okozhatnak. További mellékhatások közé tartoznak a gombafertőzések, az anafilaxis és az izomgyengeség. Nem ismert, hogy a terhesség során való használat biztonságos a magzatnak. A polimixin B a sejtmembrán lebontásával hat, ami általában a baktérium halálát okozza.
A polimixin B-t 1964-ben fogadták el klinikai célra az Amerikai Egyesült Államokban. Szerepel az Egészségügyi Világszervezet Nélkülözhetetlen Gyógyszereinek Listáján, a legbiztonságosabb és leghatékonyabb gyógyszerek között, amikre egy egészségügyi rendszernek szüksége lehet. Generikumként is elérhető. Európában 2015-ben csak a bőrön át való alkalmazást fogadták el. Névadója a Paenibacillus polymyxa (korábban Bacillus polymyxa) nevű baktérium.

## Orvosi felhasználása

### Érzékenységi spektrum
A polimixin B-t Pseudomonas aeruginosa okozta húgyúti fertőzések és Haemophilus influenzae okozta agyhártyagyulladás kezelésére használják. A következőkben a legkisebb gátló koncentrációra találhatók erre a két fajra adatok:
- Haemophilus influenzae: ≥0.8 μg/ml
- Pseudomonas aeruginosa: 0.25 μg/ml – 1 μg/ml[7]

### Endotoxin-adszorpció
A polimixin B jól használható olyan szeptikus sokkal rendelkező betegeknél, ahol nem történt javulás más kezeléseknél (például vértérfogat-növelés vagy más antibiotikumok). A polimixin B toxicitása elkerülhető testen kívüli keringetés által a vénás vér perfúziójával egy készülékbe, aminek szálaihoz a polimixin B kovalensen kötődik, így az antibiotikum a baktericid funkcióját véráramba kerülése nélkül tölti be, mivel a szálon marad. E perfúzió alatt a készülékben marad az endotoxin, ami a szeptikus sokk okozója. A készülékbe (Toraymyxin, a japán Toray által tervezett és gyártott gép) 24 óra eltéréssel kétszer két óráig kerül polimixin B.

## Hatásmechanizmus
1. Megváltoztatja a baktériumok külső membránjának permeabilitását a lipopoliszacharid réteg egy negatív töltésű helyéhez való kötődéssel, amihez a ciklikus peptid rész pozitív töltésű aminocsoportjaihoz elektrosztatikusan vonzódik.[9] (e hely általában kalcium- és magnéziumionok kötőhelye), ez a külső membrán destabilizációját eredményezi.
2. A zsírsavrész a sejtmembrán hidrofób részében feloldódik, ami a membrán integritását megbontja.
3. A sejt molekuláinak szivárgása, a sejtlégzés gátlása.
4. Az endotoxinhoz kötődik és azt inaktiválja.[10]
5. A szelektív toxicitás viszonylagos hiánya: nem sejtmembrántípus-specifikus, erősen toxikus.

A polimixin B hidrofób részének eltávolítása polimixin-nonapeptidet (PMBN) eredményez, ami szintén kötődik az LPS-hez, de már nem öli meg a baktériumsejtet. Azonban ez is észlelhető mértékben megnöveli a baktérium sejtfalának permeabilitását más antibiotikumokkal szemben, vagyis ez is a membrán bizonyos fokú megbomlását idézi elő.

## Keverék-összetétel
A polimixin B a B1, B1-I, B2, B3 és B6 polimixinekből áll. A B1 és a B2 a nagy komponensek. Ezek a komponensek azonos szerkezetűek az eltérő zsírsavcsoport kivételével. Az in vitro tanulmányok eredményei jelentős különbséget mutattak a MIC-adatokban a frakciók összehasonlításakor.

## Használata a kutatásban
A polimixin B-t sejtfalstresszokozásra is használják a szervezetek e stresszre adott válaszának tanulmányozásához. A polimixinsejtfalstressz-vizsgálatok a Salmonella enterica kis RNS- (sRNS-) válaszainak vizsgálatára használatosak.

## Fordítás
Ez a szócikk részben vagy egészben  a   Polymyxin B című angol Wikipédia-szócikk fordításán alapul.  Az eredeti cikk szerkesztőit annak laptörténete sorolja fel. Ez a jelzés csupán a megfogalmazás eredetét és a szerzői jogokat jelzi, nem szolgál a cikkben szereplő információk forrásmegjelöléseként.